# Žaltman (přírodní památka)
Přírodní památka Žaltman se rozkládá severně od obcí Malé Svatoňovice a Velké Svatoňovice v oblasti Jestřebích hor. Území zaujímá vrcholové partie pohoří nedaleko nejvyššího vrcholu Žaltman. Předmětem ochrany jsou extenzivní sečené louky nížin až podhůří a bučiny asociace Luzulo-Fagetum, asociace Asperulo-Fagetum a smíšených jasanovo-olšových lužních lesů temperátní a boreální Evropy. Území je rovněž stejnojmennou evropsky významnou lokalitou.

## Fauna a flóra
V přírodní památce se vyskytují chráněné druhy rostlin a živočichů a to bledule jarní (Leucojum vernum), lilie zlatohlavá (Lilium martagon), ostřice převislá (Carex pendula), strdivka jednokvětá (Melica uniflora), lýkovec jedovatý (Daphne mezereum), rozrazil horský (Veronica montana) a chřástal polní (Crex crex).